# Cartoon Heroes
"Cartoon Heroes" er den niende single udgivet af Aqua, den blev udgivet i februar 2000 og var på gruppens andet album Aquarius.

## Musikvideoen
Inspireret af gamle science fiction-film, forbliver "Cartoon Heroes" Aquas mest ambitiøse musikvideo. Da den blev filmet, blev den betragtet som en af de dyreste videoklip i historien, med et budget på 3,5 mio. USD (modsvarende 4,7 mio. USD i 2012).
I videoen spiller Aqua rollen som en rumpatrulje. De er kaldet til at redde Jorden fra et truende blækspruttemonster som allerede har ødelagt forskellige byer. De formår at dræbe monsteret med hjælp fra deres undervandsbåd Aquarius.

## Hitlister
| Hitliste (2000)                              | Højeste placering |
| -------------------------------------------- | ----------------- |
| Australien (ARIA)                            | 16                |
| Belgien (Ultratop 50 Flanderen)              | 5                 |
| Belgien (Ultratop 50 Vallonien)              | 7                 |
| Canada (Nielsen SoundScan)                   | 2                 |
| Danmark (IFPI)                               | 1                 |
| Finland (Suomen virallinen lista)            | 9                 |
| Frankrig (SNEP)                              | 40                |
| Holland (Single Top 100)                     | 35                |
| Irland (IRMA)                                | 10                |
| Italien (FIMI)                               | 1                 |
| New Zealand (RIANZ)                          | 5                 |
| Norge (VG-lista)                             | 1                 |
| Schweiz (Schweizer Hitparade)                | 11                |
| Spanien (AFYVE)                              | 1                 |
| Storbritannien (The Official Charts Company) | 7                 |
| Sverige (Sverigetopplistan)                  | 2                 |
| Tyskland (Official German Charts)            | 13                |
| Østrig (Ö3 Austria Top 40)                   | 6                 |